# Henrik Hertz
Pour les articles homonymes, voir Hertz (homonymie).
Pour l’article homonyme, voir Heinrich Rudolf Hertz pour le physicien et ingénieur allemand.
Henrik Hertz (25 août 1797 — 25 février 1870) est un poète lyrique et dramaturge danois.

## Biographie
mIl nait en 1797 de parents juifs à Copenhague. En 1817 il rentre à l'université de Copenhague. Son père meurt durant son enfance et la propriété de la famille est détruite lors du bombardement de 1807. Il est élevé par un parent, M. L. Nathanson, rédacteur bien connu d'un journal.
Le jeune Hertz passe son examen de droit en 1825. Mais son goût va vers la littérature et en 1826-1827 deux de ses pièces sont jouées, Mr. Burchardt et sa famille et Amour et politique ; en 1828 suit la comédie Flyttedagen. En 1830 il apporte une nouveauté dans la littérature danoise avec une comédie en vers, Amor's Strokes of Genius.
La même année Hertz publie anonymement Gengangerbrevene, ou Lettres d'un fantôme, qu'il prétend avoir été écrit par Baggesen, qui était mort en 1826. Le livre est écrit pour la défense de Johan Ludvig Heiberg et est plein d'humour satirique et de critique fine et perspicace. Le succès est immense mais Hertz préserve son anonymat et le secret ne sera dévoilé que plusieurs années après.
En 1832 il publie un poème didactique, Nature et Art, et Quatre épîtres poétiques. Une journée sur l'île d'Als est sa prochaine comédie, suivie en 1835 par The Only Fault. Hertz voyage en Allemagne, en Suisse et en Italie en 1833 ; il y passe l'été et retourne l'automne suivant au Danemark via la France.

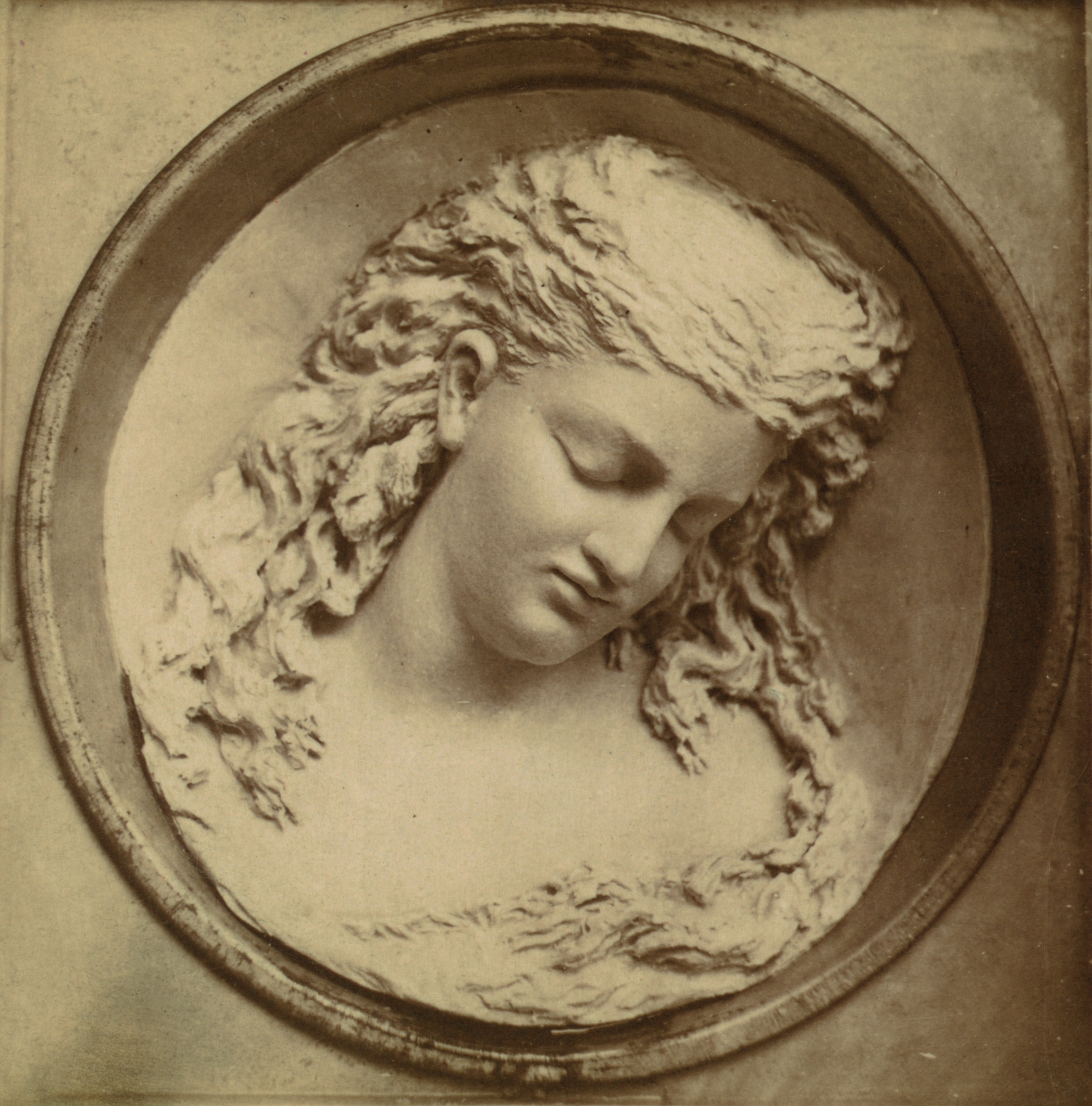
de, 1876, représentant le Rêve de Yolande dans la pièce La Fille du roi René

En 1836 sa comédie La Caisse d'Epargne rencontre un grand succès. Mais ce n’est qu'en 1837 qu'il donne la mesure de son génie dans le drame romantique national avec Svend Dyrings Huus, une belle pièce originale. Le compositeur Emil Hartmann en fera un opéra sous le titre Ragnhild, créé par Gustav Mahler en 1892 à Hambourg. 
Sa tragédie historique Valdemar Atterdag n'est pas bien reçue en 1839 mais il rencontre en 1845 un grand succès avec son drame lyrique Kong Renes Datter (La Fille du roi René), qui a été traduit dans la plupart des langues européennes et réalisé dans un film muet par le cinéma américain en 1913 sous le titre King René's Daughter. C'est un récit grandement romancé de la vie de Yolande d'Anjou. Tchaikovski en fera un opéra sous le titre Iolanta. 
Suivent la tragédie Ninon en 1848, la comédie romantique Tonietta en 1849, Un  Sacrifice en 1853 et The Youngest en 1854.
Ses poèmes lyriques sont publiés en recueils successifs, en 1832, 1840 et en 1844. De 1858 à 1859 il édite un journal littéraire, Feuilles hebdomadaires. Son dernier drame, Trois Jours à Padoue, est produit en 1869 et il meurt le 25 février de la même année.
Hertz est l'un des premiers poètes lyriques danois. Il a le feu sensuel de Keats sans son penchant pour l'antique.
En tant que dramaturge romantique il est guère moins original. Il a légué au théâtre danois, avec Svend Dyrings Huus et La Fille du roi René, deux pièces qui sont devenues des classiques.
Ses Œuvres dramatiques (18 volumes) sont publiées à Copenhague en 1854-1873 et ses Poèmes (4 volumes) en 1851-1862.